# Кафрин
Кафрин (фр. Kaffrine) — город в центральной части Сенегала, административный центр одноимённых области и департамента.

## Географическое положение
Город находится в юго-западной части области, на расстоянии приблизительно 215 километров к востоку-юго-востоку (ESE) от столицы страны Дакара. Абсолютная высота — 16 метров над уровнем моря.

## Население
По данным переписи 2002 года численность населения города составляла 25 768 человек.
Динамика численности населения города по годам:
| 1988   | 1997   | 2001   | 2002   | 2012   |
| ------ | ------ | ------ | ------ | ------ |
| 16 957 | 21 337 | 27 177 | 25 768 | 33 003 |

## Экономика
Основу экономики города составляет выращивание арахиса.

## Транспорт
Через город проходит автомагистраль N1, соединяющая города Каолак и Тамбакунда. Ближайший аэропорт расположен в городе Каолак.
8 января 2023 года 40 человек погибли и более 80 пострадали в результате ДТП с участием двух автобусов недалеко от Кафрина. В стране был объявлен трёхдневный траур.